# Jamie Shackleton
Jamie Stuart Shackleton (ur. 8 października 1999 w Leeds) – angielski piłkarz, występujący na pozycji pomocnika w angielskim klubie Millwall F.C. do którego jest wypożyczony z Leeds United, którego jest wychowankiem. Młodzieżowy reprezentant Anglii.